# Barcelona Metro 9000 Series
No debe confundirse con: Serie 9000 de TMB
El modelo 9000 del Alstom Metrópolis es una serie de unidades eléctricas múltiples construidas por la empresa francesa Alstom y diseñados por la empresa Integral Design and Development.

## Historia
Estos trenes operan en las líneas 2, 4, 9 y 10 del Metro de Barcelona y hoy en día, la serie 9000 también opera en América Latina, en el Metro de Santo Domingo, en la Línea 1 del Metro de Lima, en el Metro de Panamá y, desde 2020, en la Línea 3 del SITEUR de Guadalajara (México). Estos trenes son construidos en Bélgica, Francia y España.

## Características

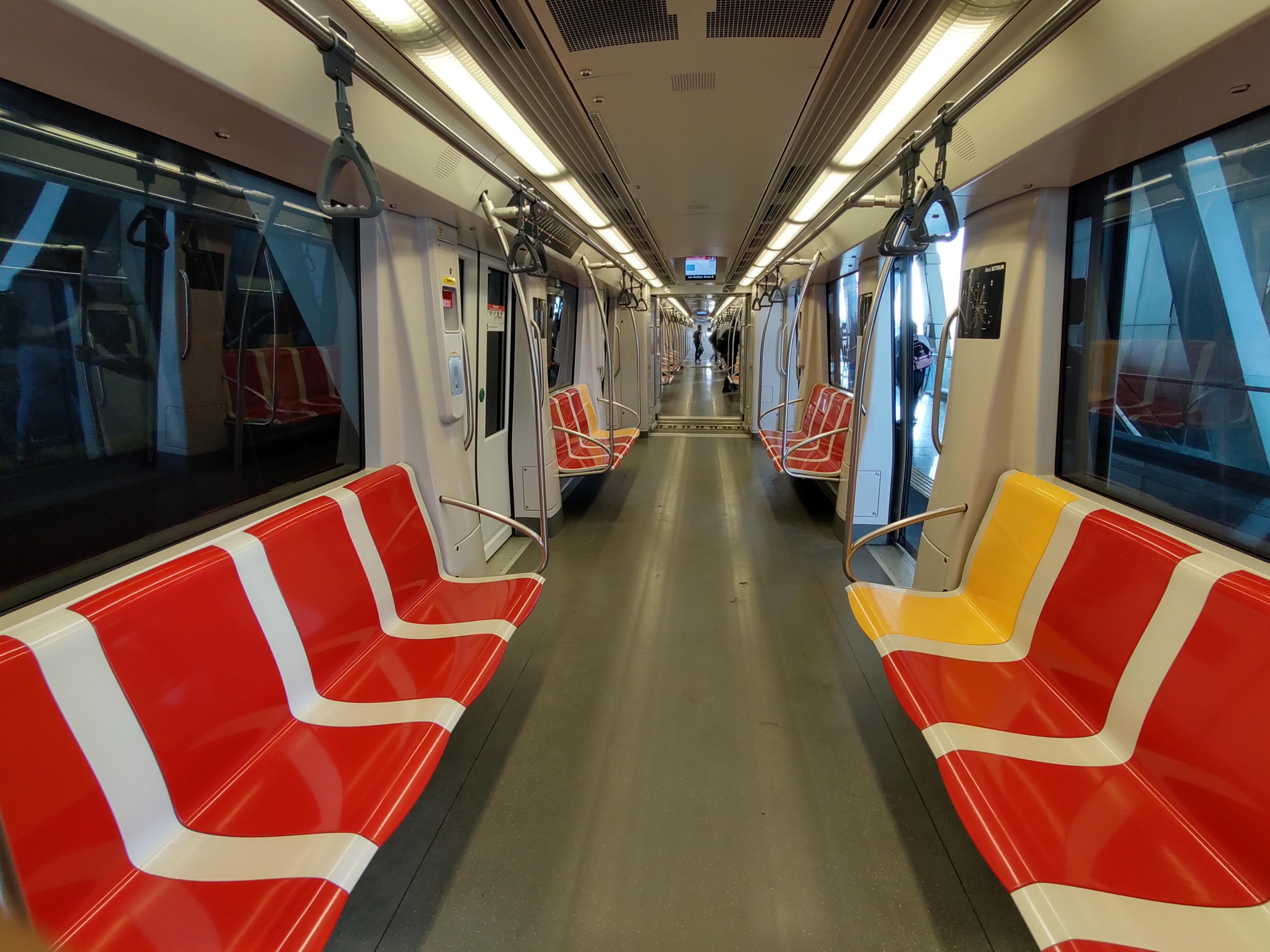
Interior de un Barcelona Metro 9000 del Sistema de Tren Eléctrico Urbano de Guadalajara, México

Estos trenes tienen sistemas de conducción autónoma, circuito de aire acondicionado para controlar la temperatura de los vagones, debido al calor que sienten los pasajeros, un sistema de detección de incendios, palancas usadas como señal de alarma que pueden ser accionadas por los pasajeros, las cuales tienen micrófonos integrados para reportar la emergencia al operador del tren, lámparas led en el interior y letreros led digitales en las cabinas.
Presentan capacidad de 325 pasajeros por carro; y al ser vagón de metro, cuenta con pasillo central que recorre todo el vagón sin salir del vehículo y 4 puertas dobles por carro.

## Incidentes

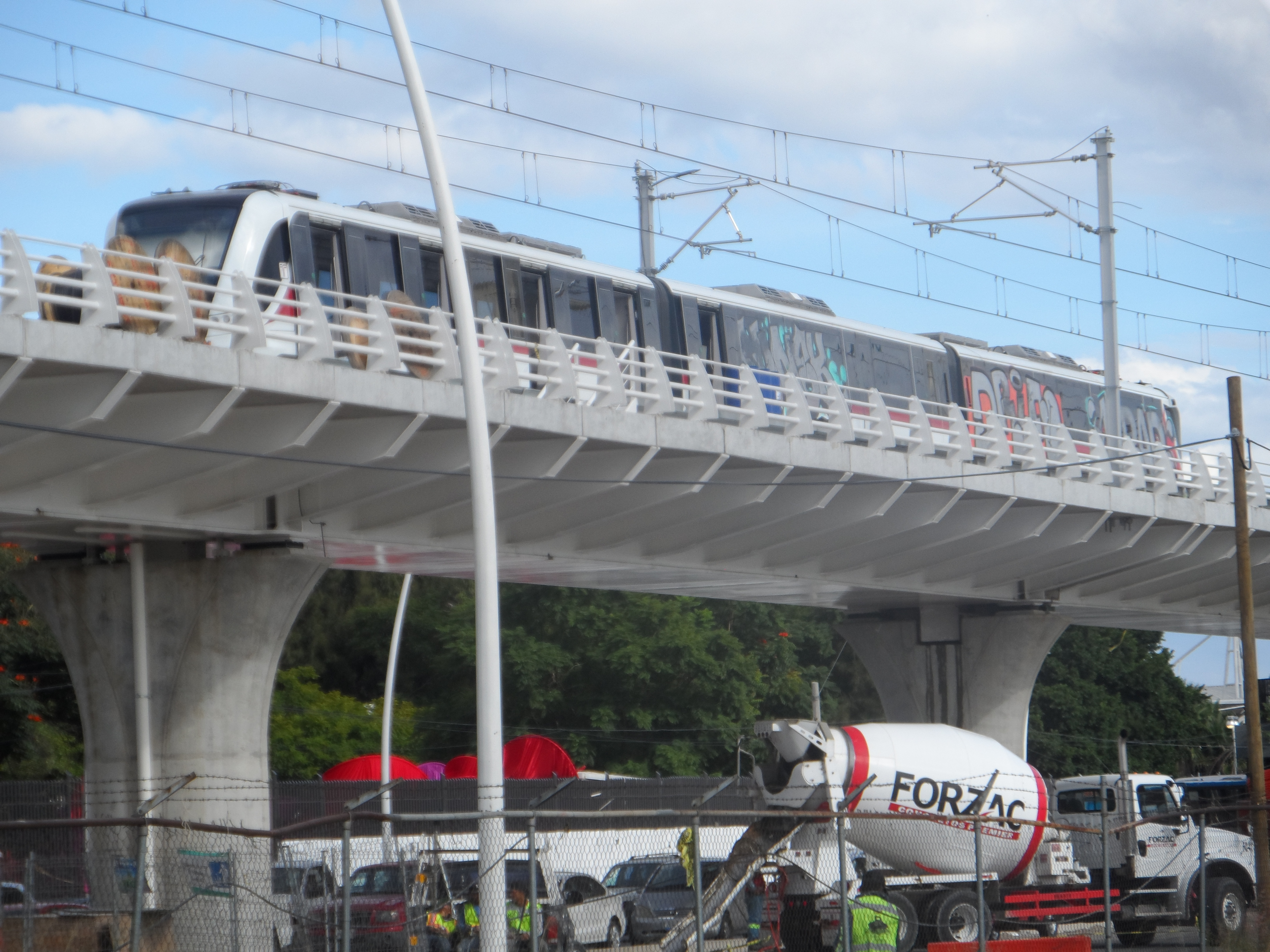
Tren vandalizado de la Línea 3, estacionado cerca de Plaza Patria.

La madrugada del lunes 15 de octubre del 2018 una unidad de este modelo perteneciente al Tren Ligero de Guadalajara fue vandalizada, según trabajadores de la Línea 3 del Tren Ligero, descubrieron que uno de los nuevos vagones fue grafiteado con enormes pintas, razón por la cual se interpondrán denuncias penales contra los responsables.
Por medio de un comunicado, el Sistema de Tren Eléctrico Urbano (SITEUR) informó que la unidad dañada fue estacionada cerca de la estación Plaza Patria, después de la realización de una prueba dinámica en el viaducto Zapopan – Guadalajara.
Al parecer, durante la madrugada, los vándalos subieron hasta lo alto de las vías por una de las estaciones y realizaron las pintas. Por el tamaño de los grafitis, los responsables debieron trabajar cuando menos por cuatro horas sin ser molestados.
Se informó que los trenes no han sido entregados al Gobierno de Jalisco, por lo que la empresa fabricante Alstom será responsable de las labores de limpieza y que las reparaciones no tendrán costo al erario.